# رسانه پیام است
«رسانه، خودِ پیام است» (انگلیسی: The medium is the message)، عبارت مشهوری از مارشال مک‌لوهان است که پیام را به شکل رسانه نسبت می‌دهد، نه آنچه توسط رسانه منتشر می‌شود. مک‌لوهان می‌گوید تأثیر یک رسانه بر افراد یا جامعه، به میزان شدت تغییرات در مقیاس‌ها و معیارهایی بستگی دارد که هر فناوری جدید یا هر امتدادی از وجود در زندگی روزمره به وجود می‌آورد.

## مفاهیم کلیدی
افکار مک‌لوهان که در کتاب «درک رسانه: امتداد انسان» منتشر شد، تأثیر بسزایی در مطالعات رسانه‌ای داشت. او کتاب را با این بخش آغاز می‌کند: «رسانه پیام است».
مک‌لوهان اعتقاد داشت که رسانه‌ها وسیله‌ای برای بسط و گسترش بدن‌اند. به عنوان مثال، اتومبیل راه رفتن را امتداد می‌دهد و روزنامه نطق را گسترش می‌دهد. رسانه نحوهٔ ارتباط با دنیا را تغییر داده‌است و نگرش را به دنیا عوض می‌کند. در واقع نگاه ما به پیام رسانه و محتوای آن، توجه ما را به خود آن از بین می‌برد. در نگاه مک‌لوهان به رسانه، محتوای آن تأثیر بسزایی ندارد و مهم‌ترین پیام رسانه، تأثیر آن در دیدگاه ما به زندگی است. همان‌گونه که چاپ به شکل‌گیری دولت‌ها منجر شد و ماشین به ایجاد شهرها و جاده‌ها، تلویزیون نیز به پایان دوران نوشتار و روزنامه می‌انجامد و ساختار دنیا را دگرگون می‌کند. مک‌لوهان که رسانه‌های الکترونیک را امتداد حواس (دستگاه عصبی) انسان می‌دانست، دنیای حاصل از ارتباط تلویزیونی را دهکدهٔ جهانی نامید.